# Cymothoa recifea
Cymothoa recifea är en kräftdjursart som beskrevs av Vernon E. Thatcher och Fonseca 2005. Cymothoa recifea ingår i släktet Cymothoa och familjen Cymothoidae. Inga underarter finns listade i Catalogue of Life.